# الشخصية القانونية الدولية
الشخصية القانونية الدولية (بالإنجليزية: International legal personality)‏ هي جانب هام من جوانب القانون الدولي والذي تطور عبر التاريخ كوسيلة للتمثيل الدولي. مع اكتساب الشخصية تأتي الامتيازات والمسؤوليات. مُنحت الشخصية إلى الدول والشركات والمنظمات غير الحكومية والمنظمات الدولية والأفراد

## القانون الدولي
القواعد التي تضعها الدول للدول هي أساس القانون الدولي. يحكم القانون الدولي الدول وعلاقاتها مع بعضها البعض. تاريخيًا، كان يعتقد أن الدول هي الجهات الفاعلة الوحيدة في القانون الدولي، وبالتالي فإن الكيانات الأخرى هي مجرد مسؤولية للقانون الدولي.

## مبادئ
غالبًا ما يكون اكتساب الشخصية القانونية الدولية هدفًا للجهات الفاعلة الدولية. من خلال اكتساب الشخصية، يكتسبون اعترافًا في المجتمع القانوني الدولي. يعتمد حجم الشخصية التي يتمتع بها الممثل الدولي على اعتراف الدولة بالكامل. يمكن للشخصية القانونية أن تحدد الحقوق التي يتمتع بها الفاعلون وكذلك مرتبتهم أمام المحاكم. بما أن الشخصية تُمنح من قبل الدول، فمن المنطقي أن تكون الجهات الدولية الفاعلة فعالة فقط عندما تسمح الدول لها أن تكون كذلك. بدون موافقة الدول، لن يكون للجهات الفاعلة الأخرى حقوق ولا أي قدرة حقيقية في الساحة الدولية. أحد الأسئلة التي يطرحها نُقّاد فاعلية الشخصية القانونية هي فيما إذا كانت «الشخصية تنطوي على أي أهلية قانونية متأصلة للتصرف؟» الشخصية هي مفهوم يحتوي على العديد من المجالات غير الواضحة ولكن يجب فهمها لفهم فعالية أو عدم فعالية الجهات الدولية الفاعلة. الكيانات التي يمكن أن تُمنح الشخصية، وبالتالي الخاضعة للقانون الدولي هي الكيانات التي لديها القدرة على التصرف داخل الساحة الدولية. الكيانات المرشحة للشخصية القانونية الدولية تشمل المؤسسات والشركات والدول ذات السيادة والمنظمات الدولية والأفراد. يجب أن تتمتع هذه الكيانات بصلاحيات قانونية، والقدرة على ممارسة سلطاتها بفعالية، والارتباط مع الدول على أساس دائم.

## نبذة تاريخية
حتى توسع المنظمات غير الحكومية (NGOs) في القرن العشرين، لم يكن شائعًا أن تُمنح الشخصية القانونية للجهات الفاعلة غير الدولية، هذا إن حدث ذلك. بمجرد أن تصبح هذه الكيانات جهات فاعلة، لا تُمنح عادة شخصية ما لم تمنحها الدولة بموجب قانون أو معاهدة قانونية. عادةً ما كان يُنظر إلى المنظمات الدولية والمنظمات غير الحكومية والمؤسسات على أنها مجموعات من الأفراد ويُنظر إليها على أنها متلقية للقانون الدولي، وليس كجهات فاعلة في الساحة الدولية. ومع ذلك، بدأت المنظمات غير الحكومية بشكل خاص تلعب أدوارًا مهمة في السياسة الدولية وصنع السياسات على مدار العقود القليلة الماضية. ليس من الواضح متى بدأت المنظمات غير الحكومية حقًا بلعب دور في السياسة الدولية، ولكن أول مرة لوحظت فيهت مجموعات تؤثر في صنع السياسة الدولية كانت في عام 1826. في عام 1911، بدأت هذه المجموعات في النمو ولفت الانتباه، وفي عام 1919 بدأ دوايت دبليو. مورو باعتماد استخدام «المنظمات غير الحكومية» (NGO) كمصطلح. بحلول عام 1943، كان الباحثون من عدة تخصصات يشيرون إلى مجموعات التأثير هذه كمنظمات غير حكومية (NGOs). بعد اعتراف رسمي من الأمم المتحدة، تمكنت المنظمات غير الحكومية من التفاعل حقًا في الساحة الدولية. كان الحصول على الشخصية الدولية تاريخياً عقبة أمام المنظمات غير الحكومية. شهد عام 1910 أول اتفاقية لمنح الشخصية القانونية، وفي عام 1936 نُقل عن تشارلز فينويك قوله إن تمثيل المنظمات غير الحكومية «قد يكون فعالًا إلى حد كبير في تجاوز الحدود الوطنية». استجابة للتغيرات في السياسات العالمية، فإن النُهُج المتبعة للحصول على/ ومنح الشخصية القانونية الدولية شهدت العديد من التغييرات. وقد أدت هذه التغييرات - وستبقى تؤدي - إلى اختلافات وتحديات لمصادر الشخصية القانونية الدولية والأدوار التي تلعبها الجهات الدولية الفاعلة الأخرى. كانت الدول أول من اكتسب شخصية قانونية دولية، تلتها جهات فاعلة من غير الدول (مثل الشركات متعددة الجنسيات MNCs والمنظمات غير الحكومية NGOs) والأفراد. حددت اتفاقية فيينا لعام 1986 بشأن قانون المعاهدات بين الدول والمنظمات الدولية تعريف المنظمة الدولية. يستبعد التعريف المنظمات غير الحكومية ويحدد مفهوم الشخصية القانونية. 

## الشخصية: الامتيازات والحقوق
الحقوق التي تأتي مع اكتساب الشخصية القانونية الدولية تشمل الحق في إبرام معاهدات، والحق في الحصانة، والحق في إرسال واستقبال المفوضيات، والحق في رفع دعاوى دولية للحصول على تعويض عن الأضرار. يحق لأولئك ممن يتمتعون بشخصية قانونية دولية المقاضاة ويمكن مقاضاتهم، ويمكنهم الدخول في عقود، وتحمل الديون، ودفع ضرائب مختلفة. المنظمات غير الحكومية المتمتعة بالشخصية قادرة على المشاركة مباشرة مع الهيئات والمنظمات الدولية التي أنشأتها التشريعات والمعاهدات. تُمنح هذه المنظمات صلاحية تمويل قضية ما بدلاً من طلب التمويل لها. حتى أنها تُمنح بعض الحقوق والحماية القانونية. يمكن للمنظمات غير الحكومية التي هي أطراف في معاهدة ما أن ترفع دعاوى ارتكاب مخالفات. يمكن للمنظمات غير الحكومية المتمتعة بالشخصية في نهاية المطاف الحصول على مكانة تمثيلية في المحافل والمجالس الدولية. حصلت بعض المنظمات غير الحكومية، مثل جمعيات الصليب الأحمر والهلال الأحمر، على حقوق تمنحها الحكومات عادةً إلى المنظمات الدولية IOs. لا تتقيد المنظمات غير الحكومية بأشياء مثل الأحزاب السياسية وإعادة الانتخاب، بل يُسمح لها ببساطة بالضغط من أجل ما تعتقد أنه الخيار الأفضل. توجد هذه الحرية عادة فقط في المنظمات غير الحكومية. توفر هذه الحرية للمنظمات غير الحكومية نوعًا من المرونة والكفاءة التي لا تعالجها الجهات الفاعلة الدولية الأخرى. من المحتم أن تنشأ طاقة أكبر من منظمة غير حكومية مقارنةً مع منظمة حكومية دولية، كون المنظمات غير الحكومية هي التزامات طوعية. يكرس الأشخاص في المنظمات غير الحكومية أنفسهم لقضيتهم وهم أكثر احتماليةً لأن يعملوا بجد أكبر لإنجاز الأمور. المنظمات غير الحكومية قادرة على التصرف خارج نطاق السيادة بطريقة لا تستطيع الحكومات ومنظماتها القيام بها. بمجرد أن تحصل منظمة غير حكومية على المركز الاستشاري، فإنها تكون قادرة على إنجاز المزيد. تستطيع المنظمات غير الحكومية الاستشارية تلقي الوثائق الرسمية، وحضور اجتماعات المجالس المختلفة، وطلب استشارتها من قبل الأمين العام أو لجنة ما، والمشاركة في جلسات الاستماع بطرق مختلفة. 

## الحصول على الشخصية القانونية الدولية
هناك نظريات يجب مراعاتها عند تحديد كيفية تطبيق الشخصية القانونية الدولية ومن أين تأتي السلطة.

### النهج القانوني التقليدي
النهج القانوني التقليدي هو أحد هذه الأساليب. في طريقة التفكير هذه، يعتقد المرء أنه يجب نقل الشخصية القانونية الدولية صراحةً من الدول إلى الجهات الفاعلة عبر بعض الصكوك القانونية. بدون هذا النقل، ليس للجهة الفاعلة أي اعتبار. في هذا النهج، يُنظر إلى الدول على أنها الأطراف الدولية الفاعلة بالمطلق والمصدر الوحيد للشخصية.

### النهج الواقعي الوقائعي
النهج الواقعي الوقائعي عكس النهج السابق. تحدد طريقة التفكير هذه التكامل العالمي كمصدر للشخصية القانونية الدولية بدلاً من الدول. يفترض الواقعيون الوقائعيون أن الدول ستتوقف في نهاية المطاف عن كونها مصدراً لشخصية المنظمات غير الحكومية مع حدوث العولمة وتبادل الثقافات.  

### نهج الدولة الديناميكية
يأتي نهج الدولة الديناميكية وسطًا بين النهجين الأخيرين. يمثل بشكل أساسي نقطة المنتصف بين الواقعية الوقائعية والتقليدية القانونية، يجد هذا النهج أن مصدر الشخصية للجهات الفاعلة يكمن في المعاهدات أو الأعراف الدولية. يدعي منظرو نهج الدولة الديناميكية أنه بينما يميل التقليديون القانونيون أكثر من اللازم إلى الحفاظ على القانون الدولي من خلال الأعراف، يميل الواقعيون الوقائعيون إلى تجاهل عادات وأعراف القانون الدولي.

### النهج احل التاريخي: مواطنو الأمم المتحدة
توفر المادة 78 من معاهدات باريس للسلام لعام 1947 الأساس والتطبيق للشخصيات القانونية الدولية ضمن القانون الدولي العرفي لكل إنسان على الأرض (وخارجها):

المادة 78
«مواطنو الأمم المتحدة» يُقصد بهم الأفراد المواطنين من أي من الأمم المتحدة أو الشركات أو الجمعيات المنظمة بموجب قوانين أي من الأمم المتحدة عند دخول هذه المعاهدة حيز التنفيذ، شريطة أن الأفراد أو الشركات المذكورة أو الجمعيات كان لهم أيضًا هذا الوضع في 3 سبتمبر 1943، تاريخ الهدنة مع إيطاليا.
يشمل مصطلح «مواطنو الأمم المتحدة» أيضًا جميع الأفراد أو الشركات أو الجمعيات الذين عوملوا بموجب القوانين السارية في إيطاليا خلال الحرب على أنهم أعداء.
إن تطبيق الشخصيات القانونية الدولية على جميع البشر أمر حقيقي وقابل للتنفيذ بصفتهم مواطني الأمم المتحدة منذ عام 1947. في حقيقة الأمر، فإن الأمم المتحدة هي المصدر العالمي الوحيد للشخصيات القانونية لجميع الدول الأعضاء. بما أن الأمم المتحدة هي المصدر، يصبح نقل الشخصيات بين الدول أمرًا هامشيًا. إن نقل أحد مواطني الأمم المتحدة تحت اسم المكسيكي إلى الولايات المتحدة أمر غير مهم تقنيًا؛ حيث أن المواطنين الأمريكيين هم أيضًا مواطنو الأمم المتحدة على قدم المساواة. الحضور/الصك القانوني للمواطن الأمريكي هو مجرد شخصية قانونية دولية وطنية متخصصة للأمم المتحدة. بالنسبة إلى أحد مواطني الأمم المتحدة، فإن الحدود بين الدول هي فصل هامشي بين المناطق الاقتصادية للأمم المتحدة.
عولمت الأمم المتحدة شخصيات جميع الدول الأعضاء تحت منظمة واحدة، حكومة عالمية من الحكومات. نظرًا لتلقي جميع الدول الأعضاء في الأمم المتحدة شخصياتها من الأمم المتحدة، من الناحية القانونية، لا يوجد سوى حكومة عالمية واحدة تتمتع بجنسية واحدة عالمية بصفتها الأمم المتحدة.
المجموعة الكاملة من الامتيازات (المؤطّرة قانونًا باسم «الحقوق») للشخصيات القانونية الدولية التابعة للأمم المتحدة هي الإعلان العالمي لحقوق الإنسان الصادر عن الأمم المتحدة. يعد هذا أمرًا مهمًا لأنه، على سبيل المثال، لا تنطبق دساتير الدول المختلفة على مواطني الأمم المتحدة إلا من خلال الإعلان العالمي لحقوق الإنسان حتى داخل ما يعتقد الناس أنه وطنهم.
مدونة قواعد السلوك الخاصة بمنظمة سيرن (المنظمة الأوروبية للأبحاث النووية CERN) هي موضع حقوق نشر من قبل صندوق النقد الدولي (في إطار الأمم المتحدة) ويتم إصدار لوحات سيرن لترخيص المركبات نوع «CD» في إطار السلك الدبلوماسي؛ يشير هذا إلى أن سيرن تستخدم أيضًا الشخصيات القانونية الدولية التابعة للأمم المتحدة للاعتراف الدولي أيضًا.